# Weintourismus

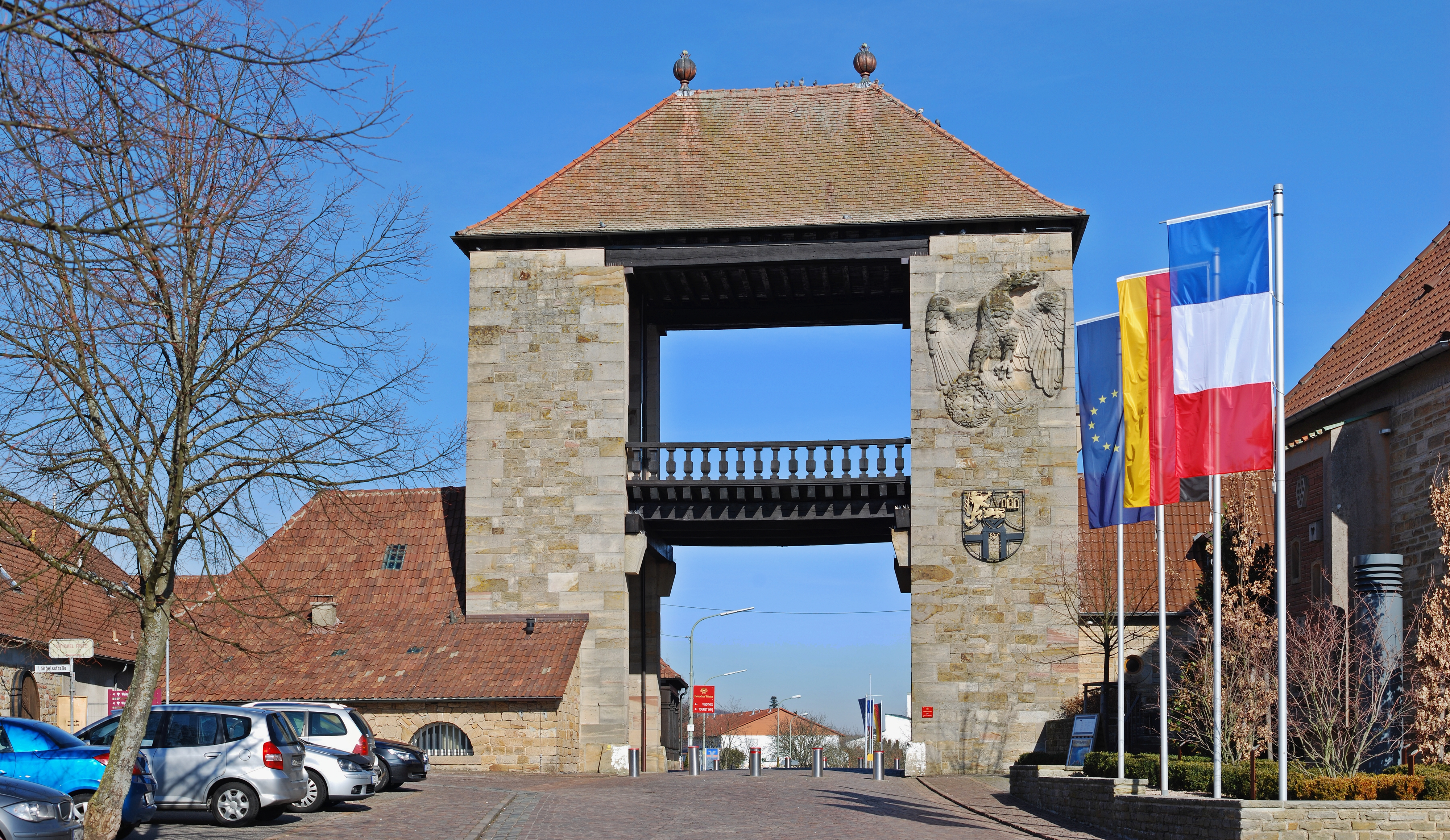
Das Deutsche Weintor in der südpfälzischen Weinbaugemeinde Schweigen-Rechtenbach (Rheinland-Pfalz) markiert seit 1936 den südlichen Beginn der Deutschen Weinstraße.

Weintourismus dient als Bezeichnung für touristische Aufenthalte, bei denen die landschaftlichen und strukturellen Merkmale von Weinregionen und weinbezogene Aktivitäten im Vordergrund stehen.

## Wesen und Geschichte
Wesensbestimmende Elemente sind die vom Weinbau geprägte Kulturlandschaft sowie gastronomische und touristische Angebote mit direktem Bezug zum Wein. Hierzu zählen der Besuch von Weinfesten, Weinkellereien und Straußwirtschaften, aber auch kulturhistorische Aktivitäten. Weintourismus ist somit eng verbunden mit anderen Tourismusformen wie dem Erholungs- oder dem Kulturtourismus. Er umfasst sowohl Tagesausflüge als auch mehrtägige und -wöchige Urlaubsreisen. Allen weintouristischen Aufenthalten ist die weinorientierte Reisemotivation der Reisenden gemein.
In einigen Ländern der sogenannten „neuen“ Weinwelt wie Australien und Neuseeland ist Weintourismus bereits seit den frühen 1990er Jahren eine tragende Säule der Wirtschaft. Auf dem europäischen Reisemarkt beansprucht Weintourismus eine Nischenposition; seine Bedeutung nimmt allerdings zu. In Deutschland unterliegt der Weinbau in den vergangenen Jahren massiven strukturellen Veränderungen. Während die Zahl von Winzerbetrieben kontinuierlich abnimmt, insbesondere kleine Betriebe sind nicht mehr existenzfähig, bewirtschaften immer weniger Betriebe immer größere Flächen. Weintourismus eröffnet hier die Möglichkeit einer zusätzlichen Einnahmequelle oder gar der Existenzsicherung. Auch vor dem Hintergrund gesättigter Absatzmärkte und internationalen Wettbewerbs scheint eine regionale Profilierung über die Weinerzeugnisse hinaus vonnöten.
An verschiedenen deutschen Universitäten und Hochschulen hat sich Weintourismus als Themenfeld wirtschaftlich-touristischer oder önologischer Studiengänge herausgebildet.

## Begriffliche Einordnung
In der einschlägigen Literatur existiert keine einheitliche Definition von Weintourismus. Der „Versammlung der Weinbauregionen Europas“ (assemblée des régions européennes viticoles – AREV) zufolge umfasst Weintourismus all jene Aktivitäten, „bei denen der Wein und die lokale Gastronomie der jeweiligen Regionen mit der Kultur – materiell oder nicht – verbunden sind.“ Auf die Verflechtung von Kultur und Weintourismus machen diverse Autoren aufmerksam. Dies schlägt sich u. a. in den für Weinbauregionen charakteristischen Bauelementen wie Kelteranlagen oder Weinhöfen nieder. Ebenso wird die weinorientierte Reisemotivation als Bestimmungsmerkmal herangezogen.
Insgesamt wird der Weintourismus von drei verschiedenen Akteuren bestimmt: den Weinproduzenten (Winzer, Weinbauverbände), touristischen Akteuren und den Reisenden. Auch der Faktor Saisonalität ist eine Einflussgröße, zumal sich der Weintourismus weitestgehend mit der Vegetationsperiode der Weinrebe (Mai bis Oktober) deckt.

## Weintourismus in Europa

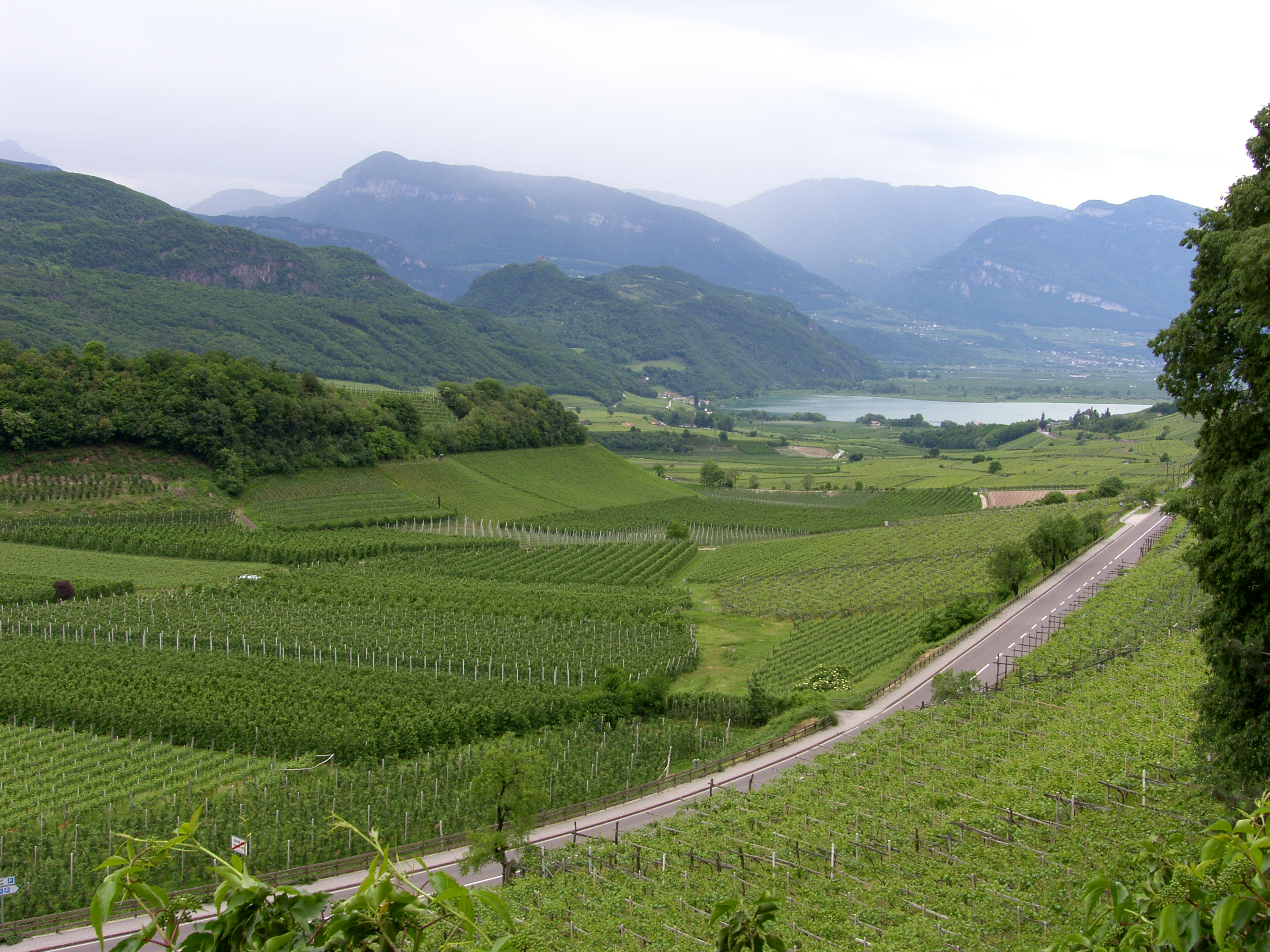
Gebiet der Südtiroler Weinstraße bei Kaltern, Blick zum Kalterer See, Weinanbau so weit das Auge reicht

Anders als der europäische Weinbau blickt der Weintourismus auf eine kurze Geschichte zurück. Obwohl Wein seit Jahrhunderten zur europäischen Lebenskultur zählt, ist das durch den Wein motivierte Reisen ein junges Phänomen. In Deutschland und Österreich breitet sich das touristische Angebot rund um den Wein allmählich aus. Auch in den klassischen Ländern der Weinproduktion – Frankreich, Italien und Spanien – gewinnt der Weintourismus, wenn auch in geringerem Maße als im deutschsprachigen Raum, an Bedeutung. Die weintouristische Infrastruktur verbessert sich hier nur langsam. So bleiben die französischen und italienischen Weingüter mehrheitlich dem Publikumsverkehr verschlossen. In Portugal bilden die Weinstraßen, wie die Rota dos Vinhos do Alentejo, den Schwerpunkt der touristischen Entwicklung. Einen positiven Imagewandel erfährt der Wein derzeit in Großbritannien; der Weintourismus ist ein zunehmend beachtetes Thema.

## Weintourismus als Wirtschaftsfaktor
Nach Recherchen der Hochschule Geisenheim und des Deutschen Weininstituts sorgt der Weintourismus für 75.000 Arbeitsplätze in Deutschland, Stand 2019. Die deutschen Weinanbaugebiete sind das Ziel von 50 Millionen Touristen pro Jahr. Sie tragen damit erheblich zum Umsatz der gesamten Tourismusbranche bei. Weinfreunde sorgen so laut Studie für einen Umsatz von insgesamt 5,5 Milliarden Euro pro Jahr.